# Agostinho Barbalho Bezerra (militar)
Agostinho Barbalho Bezerra (1629-1670), foi um militar brasileiro.
Filho de Luiz Barbalho nasceu em Pernambuco foi militar e atingiu a patente de capitão em 1639 conferida pelo Conde da Torre pelos combate aos corsários nas costas do Brasil.